# Metaxanthia threnodes
Metaxanthia threnodes là một loài bướm đêm thuộc phân họ Arctiinae, họ Erebidae.